# فاي يي-مينغ
فاي يي-مينغ هو صحفي وسياسي صيني، ولد في 1908 في مدينة سوجو في الصين، وتوفي في 1988. انتخب عضو اللجنة الدائمة للمجلس الوطني لنواب الشعب الصيني ‏ خلال فترته النيابية ‏ وانتخب عضو اللجنة الوطنية لجمهورية الصين الشعبية ‏ خلال فترته النيابية ‏ وانتخب عضو مجلس الشعب الصيني ‏ خلال فترته النيابية ‏.